# Загребачка жупанија
Загребачка жупанија се налази у средишњем делу Хрватске.  Према прелиминарним резултатима пописа из 2021. у жупанији је живело 301.206 становника.

## Становништво
Према попису из 2011. у жупанији је живело 317.606 становника.
| Попис 2011.‍           | Попис 2011.‍           | Попис 2011.‍ | Попис 2011.‍ | Попис 2011.‍ |
| --------------------- | --------------------- | ----------- | ----------- | ----------- |
|                       |                       |             |             |             |
| Хрвати                | Хрвати                |             | 308.244     | 97,05%      |
| Срби                  | Срби                  |             | 2.718       | 0,86%       |
| Албанци               | Албанци               |             | 921         | 0,29%       |
| Аустријанци           | Аустријанци           |             | 11          | 0,00%       |
| Бошњаци               | Бошњаци               |             | 1.428       | 0,45%       |
| Бугари                | Бугари                |             | 16          | 0,01%       |
| Власи                 | Власи                 |             | 0           | 0%          |
| Мађари                | Мађари                |             | 173         | 0,05%       |
| Македонци             | Македонци             |             | 213         | 0,07%       |
| Јевреји               | Јевреји               |             | 10          | 0,00%       |
| Италијани             | Италијани             |             | 57          | 0,02%       |
| Немци                 | Немци                 |             | 109         | 0,03%       |
| Пољаци                | Пољаци                |             | 33          | 0,01%       |
| Роми                  | Роми                  |             | 258         | 0,08%       |
| Румуни                | Румуни                |             | 26          | 0,01%       |
| Руси                  | Руси                  |             | 86          | 0,03%       |
| Русини                | Русини                |             | 25          | 0,01%       |
| Словаци               | Словаци               |             | 66          | 0,02%       |
| Словенци              | Словенци              |             | 527         | 0,17%       |
| Турци                 | Турци                 |             | 10          | 0,00%       |
| Украјинци             | Украјинци             |             | 70          | 0,02%       |
| Црногорци             | Црногорци             |             | 130         | 0,04%       |
| Чеси                  | Чеси                  |             | 244         | 0,08%       |
| остали                | остали                |             | 398         | 0,13%       |
| регионална припадност | регионална припадност |             | 27          | 0,01%       |
| верска припадност     | верска припадност     |             | 455         | 0,14%       |
| нераспоређено         | нераспоређено         |             | 22          | 0,01%       |
| неизјашњени           | неизјашњени           |             | 766         | 0,24%       |
| непознато             | непознато             |             | 563         | 0,18%       |
| укупно: 317.606       |                       |             |             |             |

Жупанија у целини има пораст броја становника (са 283.298 становника 1991. године, на 309.696 2001. године). Од укупног броја становништва 159.615 су жене и 150.081 мушкарци. Становништво Загребачке Жупаније чини 7% укупног становништва Хрватске. Просечна густина насељености је нешто већа од државног просека, најслабије су насељени виши брдски крајеви и мочварне низије. Највећа су насеља Велика Горица (63.517 становника), Самобор (36.206 становника) и Запрешић (23.125 становника).
Етнички састав (2001): Хрвати 96,2%, Срби 0,9%, Бошњаци 0,3% и други.
У осам градских насеља живи 31% становништва жупаније.

#### Број становника по пописима
| година пописа  | 2001.   | 1991.   | 1981.   | 1971.   | 1961.   | 1953.   | 1948.   | 1931.   | 1921.   | 1910.   | 1900.   | 1890.   | 1880.   | 1869.   | 1857.   |
| бр. становника | 309.696 | 282.989 | 259.429 | 232.836 | 233.875 | 233.411 | 227.538 | 224.095 | 208.141 | 211.150 | 194.643 | 178.938 | 155.324 | 146.592 | 134.754 |

## Географија
Жупанија се налази у средишњој Хрватској. Окружује Загреб са западне, јужне и источне стране па се често назива „загребачким прстеном“. Географски ова жупанија је доста разнолика целина (Маријагоричко побрђе и Жумберак на западу, ниско Туропоље и Покупље на југу, низијски крајеви на истоку). Површина жупаније износи 3.078 km².
- Рељеф

На западу превладавају брежуљкасти и горски крајеви, а на југу и истоку низије. Највиши су делови Жумберачка гора и Самоборско горје на југозападу и гранични делови Медведнице на северу. На југу ниске Вукомеричке горице раздвајају ниско Туропоље од доњег Покупља. Највеће равнице пружају се на истоку, у сливу реке Лоње.
- Воде

Сава је највећа река, а њеном сливу припадају све остале реке у жупанији (Купа, Лоња, Крапина, Сутла, Одра и др.). У јастребарском крају и Покупљу има неколико рибњака. У жупанији има неколико језера која су настала вађењем шљунка.
- Клима

У жупанији влада умерено-континентална клима са топлим летима и умерено хладним зимама, повремено са снежним падавинама. Највише падавина има у касно пролеће, рано лето и јесен, а најмање зими и у рано пролеће. Нема изразито сушних нити влажних периода, а годишња количина падавина смањује се од запада према истоку.
- Шуме

Највише очуваних шума има у горским крајевима и ниским и слабо насељеним мочварним деловима Покупља. У влажним низијама, преовладава храст лужњак, на сувим деловима и пригорјима храст китњак, а у брдским крајевима буква, местимично са јелом.

## Економија
Индустрија и трговина дају 2/3 прихода жупаније, а потом следе пољопривреда и саобраћај. Пољопривреда је најразвијенија у врбовечком крају, а виноградарство у зелинском и јастребарском крају. Покрај Иванић Града има лежишта нафте и земног гаса. У многим насељима у жупанији налазе се бројна мања индустријска предузећа.

## Политика
Тренутно је жупан Стјепан Кожић (HSS)
Скупштина се састоји од 45 посланика који су подељени:
- Хрватска демократска заједница (HDZ) 15
- Хрватска сељачка странка (HSS) 13
- Социјалдемократска партија Хрватске (SDP) 10
- Хрватска народна странка (HNS) 4
- Демократски Центар (DC) 3

## Знаменитости
- Природне знаменитости

Паркови природе Медведница (гранични делови и скијашке стазе) и Жумберак - Самоборско горје (средишњи и североисточни део), специјални резервати Црна млака и Јапетић, посебни ботанички резерват Црет Дубравица (станиште росике - биљке месождерке), оринтолошки резерват Сава (Запрешић-Самобор)
- Културно-историјске знаменитости

Градски центри Самобора, остаци Зелинграда и Окићграда, примјери туропољског древног грађевинарства (црква свете Барбаре у Великој Млаки...), дворац и барокна црква у Јастребарском, стаза шест двораца на запрешићком подручју, међу којима су најпознатији Нови двори бана Јосипа Јелачића.